# DECO Cassette System
Para conocer lo que es el DECO Cassette System primero debemos remontarnos a los inicios de la compañía Data East.
A fines de los años setenta, esta empresa se encargaba de prestar servicios a los dueños de locales de máquinas recreativas para permitir reutilizar el mueble de los videojuegos que pasaban de moda para poder poner otro en su lugar sin tener que comprar otro mueble. Al ver que esta práctica tenía éxito, se decidió lanzar un sistema con el que los dueños de estos salones pudieran comprar una sola máquina que permitiera utilizar juegos intercambiables, en este caso utilizando casetes comunes y corrientes como medio de almacenamiento con módulos llave. Así nació el DECO Cassette System, el cual apareció en 1980.

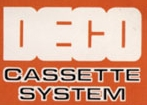
Logo del sistema.

El dueño del salón, entonces, sólo tendría que comprar un mueble una única vez y después elegir algunos de los juegos para ese sistema (todos ellos fabricados por la misma Data East). Cuando el juego pasaba de moda, se lo podría cambiar por otro sin inconvenientes, simplemente abriendo la máquina y sustituyendo la cinta antigua junto a su respectivo módulo llave por sus contrapartes que contienen el nuevo juego.
El DECO Cassette System era revolucionario en su época, pero no prosperó demasiado y salió del mercado en 1985. Los tres factores que llevaron al fracaso del sistema fueron los siguientes:
- Las cintas podían desmagnetizarse y dejar al juego inutilizable. A veces, el problema también podía atribuirse a los módulos llave, ya que sus EPROMs fallaban después de un tiempo, aun así dejando al juego inservible.
- Los juegos eran jugables minutos después de encendida la máquina.
- Los operadores de los salones de máquinas recreativas se quejaban por el hecho de que los juegos ofrecidos eran de segunda categoría en el mejor de los casos y fracasaron en atraer las grandes multitudes que prometió Data East en anuncios para el sistema.[2].

A pesar de sus malas cualidades, el sistema fue mejor recibido en Japón; en donde tuvo muchos más juegos que en el Occidente.

## Catálogo de videojuegos
Ésta es una lista de todos los juegos conocidos que se publicaron para este sistema de parte de Data East. Téngase en cuenta que hay algunos juegos de los que no se conoce el nombre debido a su extrema rareza.
- Highway Chase (este fue el primer juego lanzado para el DECO Cassette System. Fue lanzado posteriormente en una versión dedicada bajo el nombre de Mad Alien) (1980)
  - Matamarcianos que combina un estilo de juego similar al Galaxian con uno de carreras de autos.
- Sengoku Ninja Tai (también conocido como Ninja) (1980)
- Manhattan (1980)
- The DECO Kid (también conocido como Flash Boy) (1980)
- Burgertime (1983)
- Bump 'n' Jump (también conocido como Burnin' Rubber) (1982)
  - El juego tiene como protagonista un automóvil que es capaz de saltar y "aplastar" a los otros coches.
- Super Astro Fighter (1981)
  - Continuación de Astro Fighter. Este es un simple matamarcianos que consiste en disparar a diferentes hordas de alienígenas antes de que a la nave del jugador se le agote el combustible.
- Boulder Dash (1985)
- Kamikaze Cabbie (1984)
  - Un taxi debe recoger pasajeros y dejarlos en la dirección indicada mientras evita otros automóviles que intentan destruirlo.
- Missile Sprinter (1980)
- Nebula
- The Tower
- Buramzon
- Astro Fantazia (1981)
  - Matamarcianos similar al Galaga.
- DS TeleJang
- Disco No. 1 (también conocido como Sweet Heart) (1982)
- Treasure Island (1981)
  - Juego de plataformas.
- Lucky Poker (1981)
  - Juego de póker.
- Cluster Buster (también conocido como Graplop. Una versión modificada se conoce como Flying Ball) (1983)
- Terranean (1981)
  - Matamarcianos
- Angler Dangler
- Rootin Tootin (también conocido como La.Pa.Pa) (1983)
  - Juego de laberintos.
- Skater
- Night Star (1983)
  - Matamarcianos.
- Super Doubles Tennis
  - Juego de tenis que permite que dos personas jueguen como equipo.
- Tornado (1982)
- Explorer (1982)
- Genesis (también conocido como Boom'r Ranger)
- Bambolin
- Zeroize (1985)
- Scrum Try (1984)
  - Juego de fútbol americano.
- Peter Pepper's Ice Cream Factory (1984)
  - Secuela de Burgertime.
- Lock 'n' Chase (1981)
  - Juego de laberintos.
- Pro Tennis (1982)
- Pro Bowling (1981)
- Pro Soccer (1983)
- Pro Golf (1981)
- Fighting Ice Hockey (1984)
  - Juego de hockey sobre hielo.
- Oh Zumou
- Hello Gate Ball
- Tokyo Mie Sinryohjyo
  - Cuestionario desarrollado en un hospital.
- Tokyo Mie Sinryohjyo 2
  - Secuela de Tokyo Mie Sinryohjyo.
- Geinohijin Sikaku Siken (1985)

La mayoría de los videojuegos de este sistema se pueden jugar con el MAME.